# Аренберги
Аренберги или Аремберги (Arenberg, Aremberg) — младшая ветвь бельгийского дома Линей, глава которой носит титулы герцога Аршо и князя Аренберга, унаследованные в XVI веке от родов Ламарк-Аренберг и Круа-Аршо. Герцогство Аренберг в составе Священной Римской империи граничило с герцогством Юлих, княжеством Зальм, архиепископствами Кёльнским и Трирским. Из всех имперских князей, медиатизованных при Наполеоне, Аренберги были старшими по времени приобретения княжеского титула.

## Истоки
Родоначальник дома Аренбергов — младший сын барона Жана де Линя, Гильом, владелец синьории Барбансон. От брака его сына с Марией из глимской ветви Брабантского дома родился Жан де Линь, сменивший графа Эгмонта в качестве штатгальтера Фризии и Гронингена. Он владел доходными железоделательными предприятиями, для снабжения которых выстроил Аренбергский канал. Накануне восстания провинций пытался удержать север Нидерландов на стороне испанской короны, но в 1568 году попал в засаду, подстроенную Адольфом Нассауским. Этот бой стал первым сражением Восьмидесятилетней войны; в нём погибли оба военачальника.
Благодаря браку с графиней Маргаритой Арембергской из дома Ламарков Жан де Линь приобрёл графство Аремберг в Порейнье. Его сын от этого брака, Карл де Линь, сочетался в 1587 году браком с Анной де Круа — последней представительницей старшей ветви знаменитого бургундского рода и наследницей герцогства Аршо. Санкционировав этот брак, король Испании Филипп II сделал ставку на «великого дипломата» (как называли Карла при дворе) в деле умиротворения Южных Нидерландов. Он был назначен генерал-губернатором этих провинций и возведён в княжеское Священной Римской империи достоинство.
Его сына, принца Филиппа Карла Аренберга, нидерландская знать отрядила ко двору короля Филиппа IV с целью убедить его подписать мир с Соединёнными провинциями. Миссия провалилась: Аренберг был обвинён испанскими придворными в государственной измене и провёл шесть последних лет жизни под домашним арестом.
Последующие поколения Аренбергов вполне влились в ряды суверенов Священной Римской империи. Забыв о баронском происхождении своих предков, они заключали брачные союзы с виднейшими семействами Европы — с Монморанси, Боргезе, Борджиа, Гогенцоллернами и Гонзага.

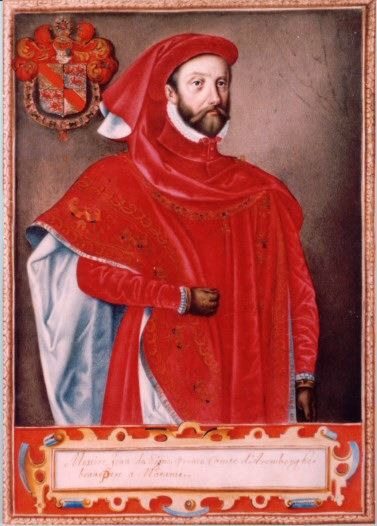
Жан де Линь (1524-68)
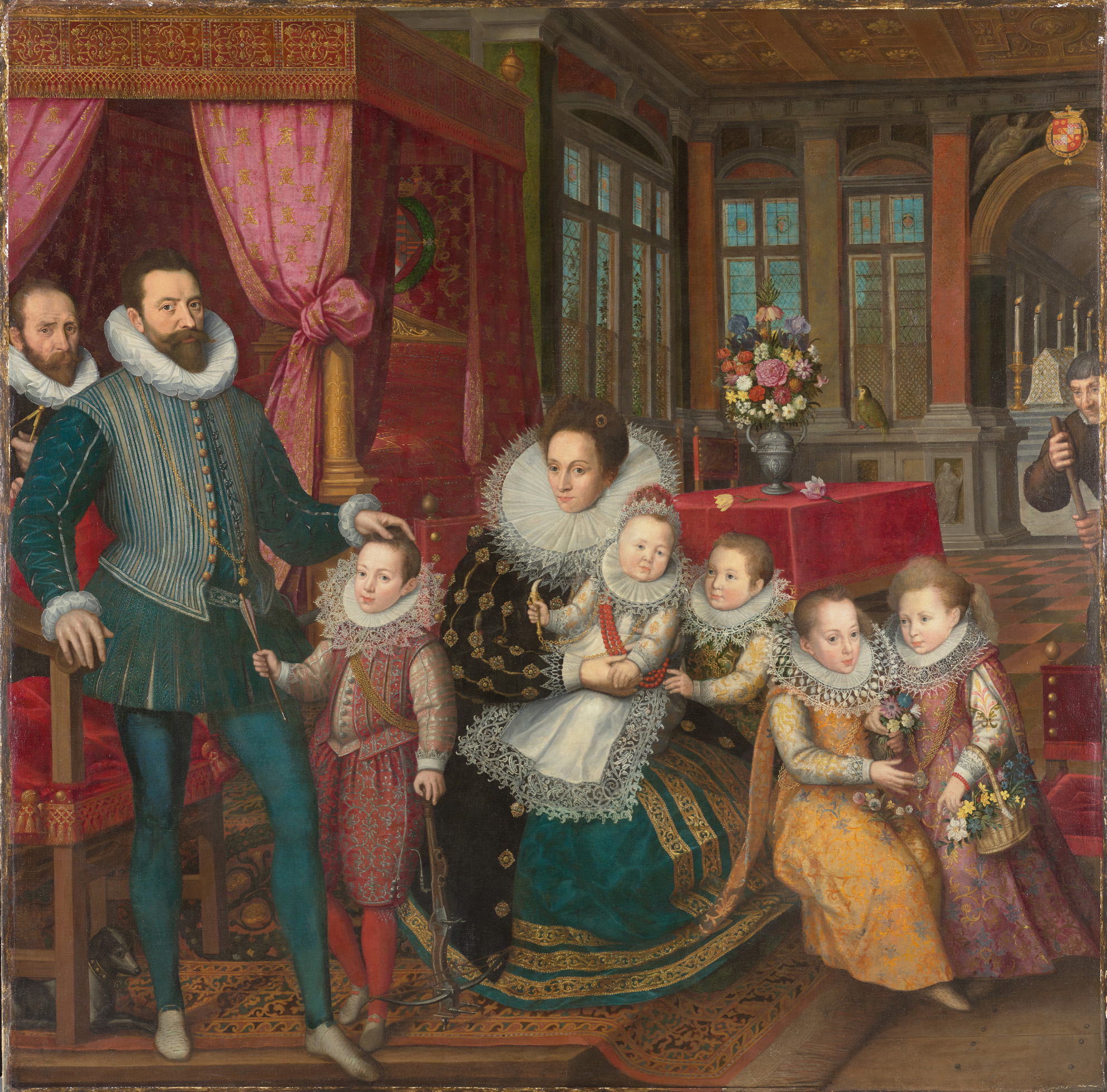
Карл де Линь-Аренберг и Анна де Круа с детьми
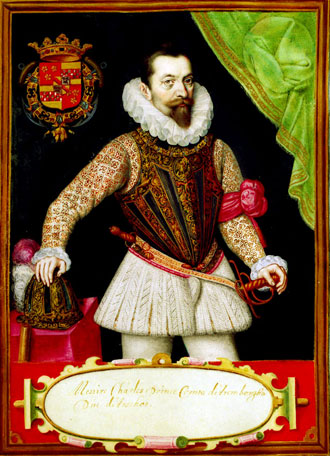
Карл де Линь-Аренберг (1550-1616)

## До медиатизации
Филипп-Франсуа д'Аренберг, сын опального принца, Шарль-Филиппа, вернул себе милость Габсбургов и был в 1645 году удостоен титула герцога Аренберга, а также унаследовал от Монморанси выморочный титул принца Робека.
Далее герцогский титул наследовал племянник, Филипп-Шарль, с ранней молодости служивший генералом в австрийской армии и получивший серьёзное ранение при осаде Петервардена.
Леопольд-Филипп д'Аренберг, 4-й герцог Аренберг, отличился в походах Евгения Савойского против турок, в 1737 году был произведён в фельдмаршалы. Во время Войны за австрийское наследство по поручению Марии-Терезии выстраивал союзные отношения Англии и Голландии. Он переписывался с Вольтером, покровительствовал Жан-Жаку Руссо и выплачивал ему пенсию.

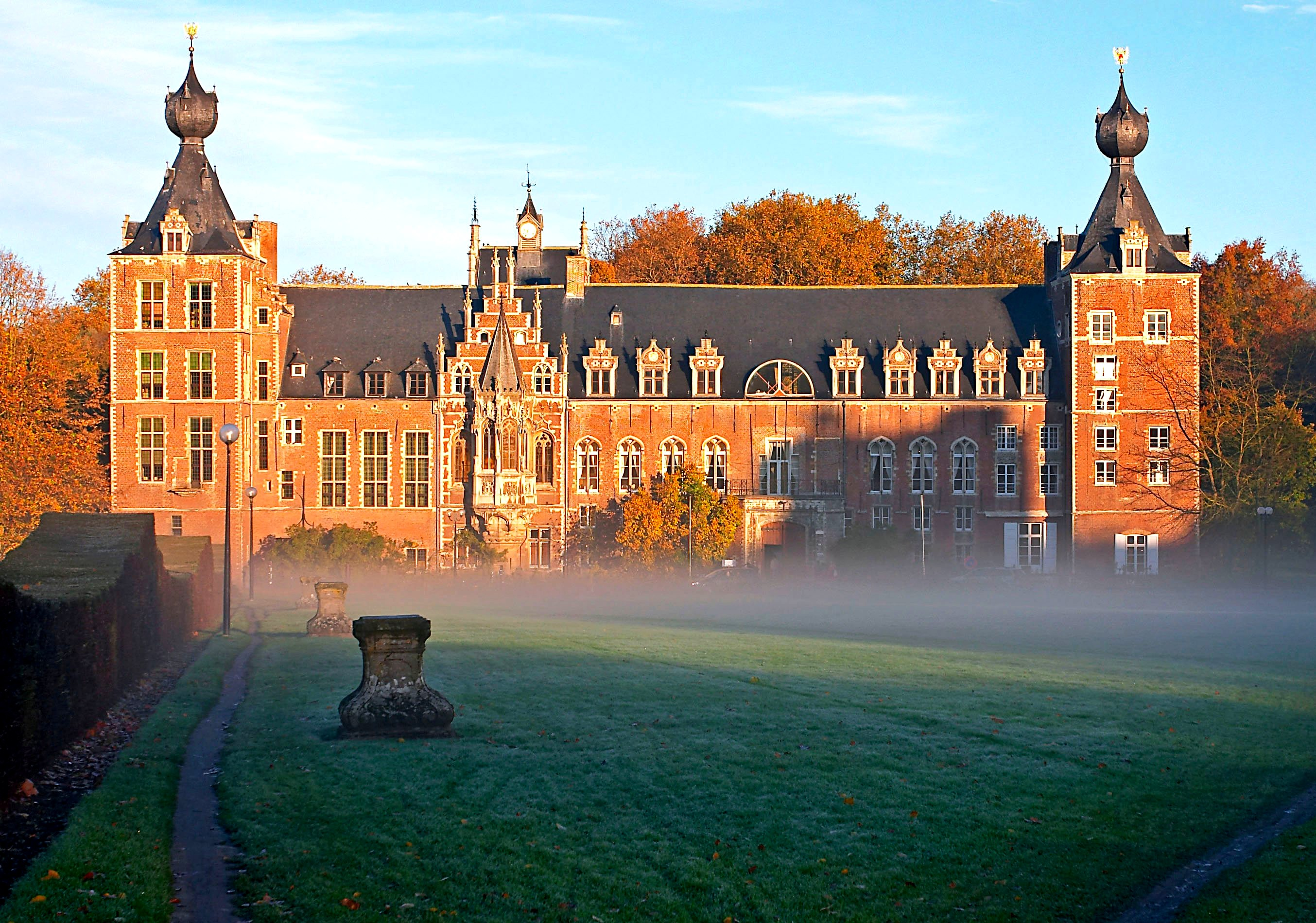
До Первой мировой войны резиденцией Аренбергов служил шедевр поздней фламандской готики — замок Эверле, построенный в начале XVI века принцем Круа

Шарль-Мари-Раймон д'Аренберг, 5-й герцог Аренберг — австрийский генерал времён Семилетней войны: был ранен при Лейтене и Торгау, а при Хохкирхе командовал флангом. В 1766 году произведён в фельдмаршалы. Он взял в жёны последнюю представительницу древнего дома Ламарков, унаследовав тем самым прилегающие к Аренбергу графства Шлайден, Зассенбург, Кассельбург, Керпен и другие.
Дочери их были замужем за австрийскими князьями (в частности, за Шварценбергом), а младший сын, принц Луи Мари, сочувствовал Французской революции и, живя в Париже, при содействии баронессы Строгановой женился на её дочери, Е. Б. Шаховской. Узнав о «якобинском браке», Екатерина II пришла в бешенство и лишила невесту приданого. Дочь Луи Мари от первого брака вышла за баварского герцога; от этого союза происходит младшая ветвь Виттельсбахов.

## После медиатизации
Между тем как младшая ветвь рода обосновалась в Австрии, глава рода Аренбергов проживал попеременно то в Брюсселе, то в замке Эверле. Луи-Анжельбер (Людвиг Энгельберт) д’Аренберг, 6-й герцог в молодости потерял на охоте зрение, а при роспуске Священной Римской империи — и владения. Герцогство Аренбергское было разделено между Ганновером (герцогство Меппен) и Пруссией (княжество Реклингхаузен), а обладатель титула удалился ко двору Наполеона.
В 1803 году герцог Луи-Анжельбер Д’Аренберг в качестве компенсации за утерянные владения получил герцогство Аренберг-Меппен, состоявшее из двух частей — амта Меппен в Эмсланде и Фест-Рекклингхаузена в Рурской области, которые в 1803 году при жизни передал своему сыну — Просперу Луи Д’Аренбергу, 7-му герцогу. Помимо новых титулов герцога Меппенского и князя Реклингхаузенского, 7-й герцог носил старинный титул герцога Аршо и претендовал на старшинство среди медиатизованной немецкой знати. Чтобы угодить Наполеону, он женился в 1808 году на племяннице императрицы Франции Жозефины, но после падения императора развёлся с ней и взял в жёны княжну Лобковиц. Один из их сыновей был женат на вдове Михаила Обреновича.